# Tarnowo (powiat poznański)
Tarnowo – wieś w Polsce położona w województwie wielkopolskim, w powiecie poznańskim, w gminie Kostrzyn. Przez wieś przebiega droga Kostrzyn-Pobiedziska.
Między 1386 a 1400 z miejscowości pisał się m.in. Piotr Kot i Tarnowscy. W 1580 właścicielem był Piotr Tarnowski. W 1620 dziedzicem był Jan Kornatowski. W końcu XVIII wieku majątek trafiły do rodziny Suchorzewskich, a ok. 1870 właścicielką była Moszczeńska z Suchorzewskich. Pod koniec XIX wieku majątek Tarnowo stanowił wraz z Puszczykowem i Zaborzem okręg wiejski, z czego w Tarnowie było 10 dymów i 147 mieszkańców. Mieszkańcy wyznawali katolicyzm. Właścicielem był wówczas Bartłomiej Sokolnicki, a w majątku znajdowała się m.in. owczarnia rasy negretti i prowadzono chów bydła. W latach 1975–1998 miejscowość należała administracyjnie do województwa poznańskiego. W 2011 Tarnowo zamieszkiwało 109 osób.
W Tarnowie znajduje się zabytkowy XIX-wieczny zespół dworski, w którego skład wchodzą dwór (od 1986) i park (od 1987). 